# Allan Davis
Allan Davis (Ipswich, 27 de julio de 1980) es un exciclista profesional australiano.

## Biografía

### Inicios como profesional
Era un esprínter que debutó como profesional en 2003 con el equipo ONCE-Eroski de Manolo Saiz, logrando varias victorias de etapa al esprint en diversas vueltas por etapas de una semana, así como algunos buenos puestos en las llegadas masivas de algunas grandes vueltas.

### Últimos años
En 2012 fichó por el equipo Orica GreenEDGE donde estuvo dos temporadas. El 14 de febrero de 2014 anunció su retirada del ciclismo tras doce temporadas como profesional y con 33 años de edad. Su intención era continuar pero la falta de ofertas hizo que tomase esa decisión.

## Palmarés
2003
- 1 trofeo de la Challenge a Mallorca
- 1 etapa del Circuito de la Sarthe
- 2.º en el Campeonato de Australia en Ruta

2004
- 2 trofeos de la Challenge Vuelta a Mallorca
- 1 etapa de la Vuelta a Alemania
- 1 etapa del Tour de Polonia
- Giro del Piamonte

2005
- 2 etapas de la Vuelta a Murcia
- 1 etapa de la Vuelta a Aragón
- 1 etapa del Tour del Benelux

2006
- 2 etapas del Tour Down Under

2007
- 1 etapa de la Volta a Cataluña
- 5 etapas de la Vuelta al Lago Qinghai

2008
- 1 etapa del Tour Down Under
- 1 etapa del Bay Classic Series
- 1 etapa del Tour de Polonia

2009
- Tour Down Under, más 3 etapas

2010
- 3.º en el Campeonato Mundial en Ruta

## Resultados en Grandes Vueltas y Campeonatos del Mundo
| Carrera         | Carrera         | 2001 | 2002 | 2003 | 2004 | 2005 | 2006 | 2007 | 2008 | 2009  | 2010 | 2011 | 2012  | 2013 |
| --------------- | --------------- | ---- | ---- | ---- | ---- | ---- | ---- | ---- | ---- | ----- | ---- | ---- | ----- | ---- |
|                 | Giro de Italia  | —    | —    | —    | —    | —    | —    | —    | —    | 119.º | —    | —    | —     | —    |
|                 | Tour de Francia | —    | —    | —    | 98.º | 84.º | —    | —    | —    | —     | —    | —    | —     | —    |
|                 | Vuelta a España | —    | —    | —    | —    | —    | —    | Ab.  | —    | Ab.   | 76.º | —    | 167.º | —    |
| Mundial en Ruta | Mundial en Ruta | —    | Ab.  | 12.º | 5.º  | 71.º | —    | 53.º | Ab.  | Ab.   | 3.º  | —    | 6.º   | —    |

―: no participa

Ab.: abandono

## Equipos
- Mapei-Quick Step (2001-2002)
- ONCE-Eroski (2003)
- Liberty Seguros (2004-2006)
- Discovery Channel (2007)[2]
- Mitsubishi-Jartazi (2008)[3]
- Quick Step (2008[4] -2009)
- Astana (2010-2011)
- Orica-GreenEDGE (2012-2013)